# Лесков, Аркадий Сергеевич
Арка́дий Серге́евич Леско́в (26 января 1797 — после 1858) — российский мореплаватель, участник Первой русской антарктической экспедиции.

## Биография
Родился в 1797 году в небогатой дворянской семье. В 1810 году поступил в Морской кадетский корпус. С 1811 года — гардемарин, участвовал в походах на фрегате «Малой» из Санкт-Петербурга в Кронштадт. В 1814 г. — мичман, участвует в походе из Кронштадта в Стокгольм и обратно на транспорте «Юнг Эдуард».
В 1817 году на корабле «Не тронь меня» с десантом совершает поход до города Кале во Франции и обратно до Кронштадта. С 10 сентября по 14 сентября участвует в походе на фрегате «Патрикий» из Кронштадта до Ревеля, затем в соединённой эскадре адмирала фон Маннера отправился в Испанию в Кадикс, где по сдаче фрегата испанскому правительству 1 марта 1818 г. направлен из Кадикса на транспорте «Родион» в Кронштадт.
16 августа 1819 года по 16 августа 1821 года участвовал в кругосветной антарктической экспедиции на шлюпе «Восток». Во время экспедиции один из открытых островов назван именем лейтенанта Лескова. По итогам экспедиции награждён орденом Святого Владимира 4-й степени.
В 1823 г. на фрегате «Диана» с 25 мая по 29 августа участвовал в походе от Кронштадта до Боргхольма и обратно в Кронштадт. В 1824 г. на шлюпе «Смирный» 27 сентября в составе экипажа отправился к Петропавловскому порту, в Немецком море шлюп был поврежден, после стоянки на рейде в норвежском порту Арендал по 17 мая 1825 г., отправился обратно в Кронштадт.
В 1826 г. на шлюпе «Моллер» (под командой М. Н. Станюковича) с 1 августа по 4 октября 1929 г. участвовал в кругосветном плавании.
С 3 июля 1830 г. по 1833 г. был командиром гвардейского парохода «Ижора», ходившего по Балтийскому морю. С 1831 г. — капитан-лейтенант гвардейского экипажа. В 1832 году награждён орденом Святого Георгия 4-й степени. В 1836 году — командир брига «Патрокл» 26 флотского экипажа.
В 1836 году уволен со службы в отставку. Награждён знаком отличия беспорочной службы за XV лет.
С 1838 года — старший член в Олонецкой губернской комиссии приготовительных репараций по приёму государственных имуществ. Надворный советник. С 3 апреля 1839 года — управляющий Олонецкой палатой государственных имуществ. С 1841 года — коллежский советник, с 1845 года — статский советник. В 1856—1857 годах — действительный статский советник, директор олонецкого губернского попечительного комитета о тюрьмах.   С 1859 по 1865 год Аркадий Сергеевич Лесков, действительный статский советник, был управляющим Оренбургской казенной палаты, базировавшейся в Уфе. Об этом свидетельствуют «Адрес-календари» Российской империи (Роспись начальствующих и прочих должностных лиц) на 1859—1865 годы.
После 1865 года он скончался у себя в усадьбе.
Помимо острова Лескова, в честь А. С. Лескова также названы мыс (мыс Лескова, Берингово море, Бристольский залив,  55°46′ с.ш., 162°04′ з.д., мыс открыт в 1828 году М. Н. Станюковичем, тогда же было присвоено название) и купол Лескова в Антарктиде (Западный шельфовый ледник, 66°36′ ю.ш., 85°12′ в.д., открыт и нанесён на карту в 1956 г., название присвоено не позже 1959 г.). В г. Петрозаводске в честь Лескова названа улица.

## Награды
- Орден Святого Владимира 4-й степени (18 августа 1821)[5]
- Орден Святого Георгия 4-й степени (21 декабря 1832)[6]«за 18-ть шестимесячных морских кампаний на морях»[7]
- Орден Святой Анны 2-й степени

## Семья
Жена — Варвара Васильевна Алябьева, дочери Елена и Анна, сын Нестор.